# 1344 Caubeta
1344 Caubeta este un asteroid din centura principală, descoperit pe 1 aprilie 1935, de Louis Boyer.